# 廣島電鐵5000型電車

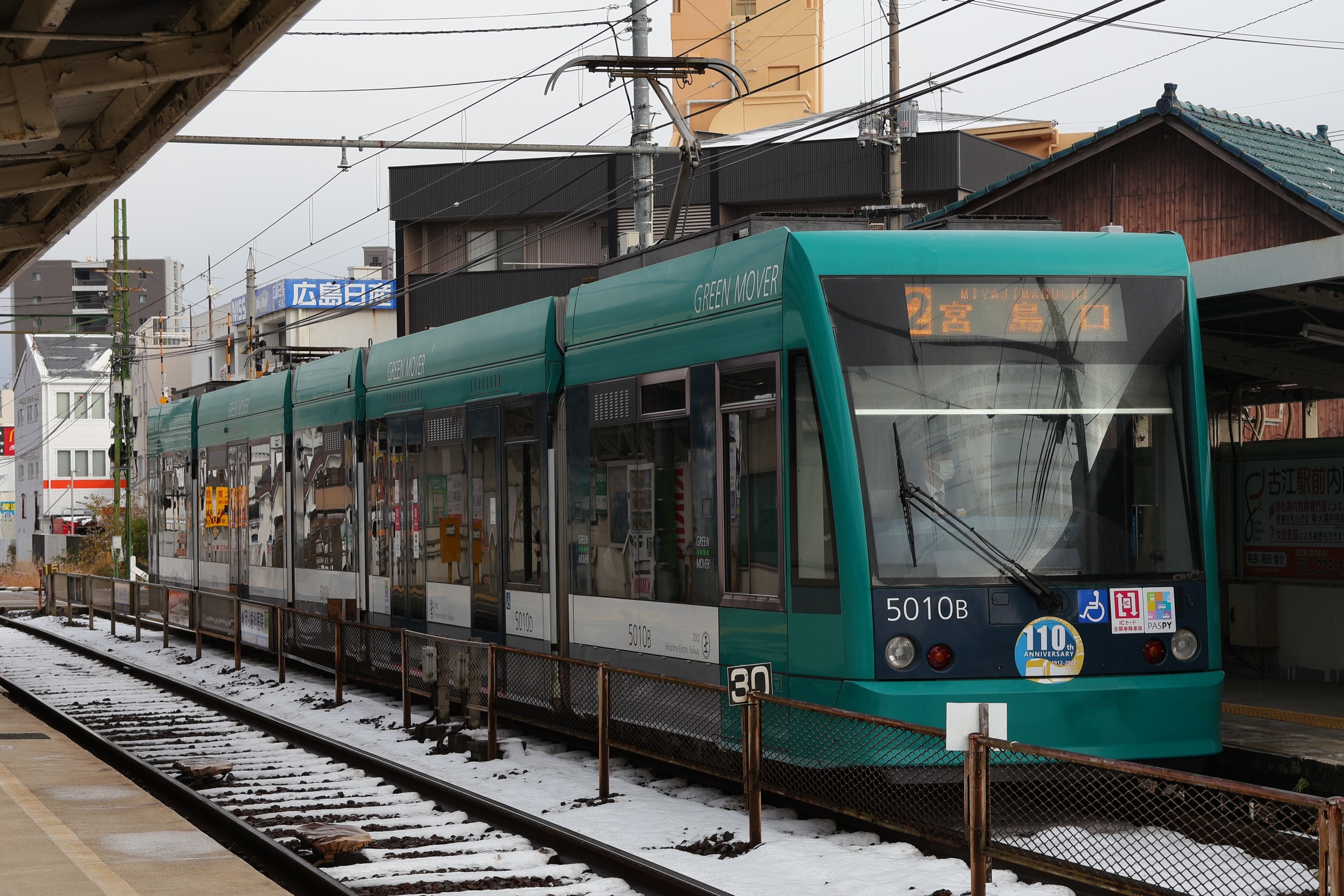
廣島電鐵5000型5010號電車 (2022年12月)

廣島電鐵5000形電車（ひろしまでんてつ5000かたでんしゃ）是廣島電鐵之路面電車。5車體6軸之關節式連節車，為100％低底盤車。1999～2002年，由西门子交通集团負責第5001～5012之12編成製造。暱稱GREEN MOVER（グリーンムーバー）。是第40届（2000年）的桂冠獎得獎車輛。

## 車輛概要
- 製造初年：1999年
- 最高速度：60 km/h
- 全長：30520mm (A・B車 5840mm、C・D車6600m、E車・4040mm）
- 全寬：2496mm
- 全高：3645mm
- 淨重：31.7噸
- 車體構造：全金屬製
- 定員（坐位）：153(52)人

本車是日本自熊本市交通局9700形電車後，第二款100%超低底盤電車

## 車歷
市內線・宮島線直通用車，因上下車的方便性而投入使用的。
第1編成因製造時期和補助金之申請期限而成為話題。
成車由法蘭克福機場以大型輸送機An-124運載，1999年3月13日抵達廣島機場。
同年4月，試運轉開始。6月9日，由廣電宮島站開出記念列車運行開始。
2002年12編成投入服務，使用於市內線系統。第2編成以後以海運方式交付。
2004年3月12日。因車頂之連結裝置強度不足的關係，周邊之結構有些微龜裂。當發生衝撞事故時，車頂會有倒塌的危險。
因此5000型之後所有車輛在2007年以後皆進廠改善。

### 各車狀況
2007年8月現在之狀態表示。
- 5001：1999年3月竣工：荒手車庫所屬
  - 標準色
  - 車體改修工事中。
- 5002：1999年12月竣工：荒手車庫所屬
  - 標準色
- 5003：1999年12月竣工：荒手車庫所屬
  - 標準色
- 5004：1999年12月竣工：荒手車庫所屬
  - 標準色
- 5005：2001年3月竣工：荒手車庫所屬
  - 標準色
- 5006：2001年3月竣工：荒手車庫所屬
  - 標準色
- 5007：2001年3月竣工：荒手車庫所屬
  - 廣告電車，2007年度為「廣島鯉魚電車」
- 5008：2001年9月竣工：荒手車庫所屬
  - 標準色
- 5009：2002年3月竣工：荒手車庫所屬
  - 標準色
- 5010：2002年9月竣工：荒手車庫所屬
  - 標準色
- 5011：2002年11月竣工：荒手車庫所屬
  - 廣告電車、「廣島三箭電車」
- 5012：2002年11月竣工：千田車庫所屬
  - 標準色